# Kanton Le Mans-Nord-Ville
Kanton Mans-Nord-Ville is een voormalig kanton van het Franse departement Sarthe. Kanton Mans-Nord-Ville maakte deel uit van het arrondissement Le Mans en telde 19.528 inwoners (1999). Het werd opgeheven bij decreet van 24 februari 2014 met uitwerking op 22 maart 2015.

## Gemeenten
Het kanton Le Mans-Nord-Ville omvatte enkel een deel van de gemeente Le Mans.